# Frantz Blondel
Pour les articles homonymes, voir François Blondel (homonymie) et Blondel.
François Blondel, dit Frantz Blondel, né le 25 septembre 1843 à Versailles et mort le 15 février 1919 dans la même ville, est un architecte français.

## Biographie
François Blondel naît le 25 septembre 1843, à 12 h 30, à Versailles, au domicile parental. Il est le fils de Jean Hippolyte Blondel (architecte) et de Félicité Pauline Gonichon, mariés l'un à l'autre et alors respectivement âgés de 35 et 26 ans. Il est nommé architecte diocésain de Versailles le 14 février 1875 et devient notamment vice-président de la Société centrale des architectes et  président d'honneur de l'Association provinciale des architectes francais,. Il décède le 15 février 1919, à 1 h 30, dans sa ville natale, en son domicile sis 15 rue Neuve. Ses obsèques sont célébrées le 19 en l'église Notre-Dame de Versailles et est inhumé au cimetière Notre-Dame. 